# Caunes-Minervois
Pour les articles homonymes, voir Caunes et Minervois.
Caunes-Minervois  est une commune française, située dans le  département de l'Aude en région Occitanie.
La commune est appréciée des touristes qui visitent le site abbatial (site du Pays cathare) et les carrières de marbre rouge.
La commune possède un patrimoine architectural et un patrimoine naturel remarquables avec dix lieux référencés monuments historiques, un site Natura 2000  et cinq zones naturelles d'intérêt écologique, faunistique et floristique.

## Géographie

### Localisation
Située au nord-est de Carcassonne, la commune est limitrophe du département de l'Hérault.
Sur le plan historique et culturel, la commune fait partie du Minervois, un pays de basses collines qui s'étend du Cabardès, à l'ouest, au Biterrois à l'est, et de la Montagne Noire, au nord, jusqu'au fleuve Aude au sud.
Elle fait partie de l'aire d'attraction de Carcassonne et du bassin de vie de cette ville, ainsi que de la zone d'emploi de Carcassonne-Limoux.

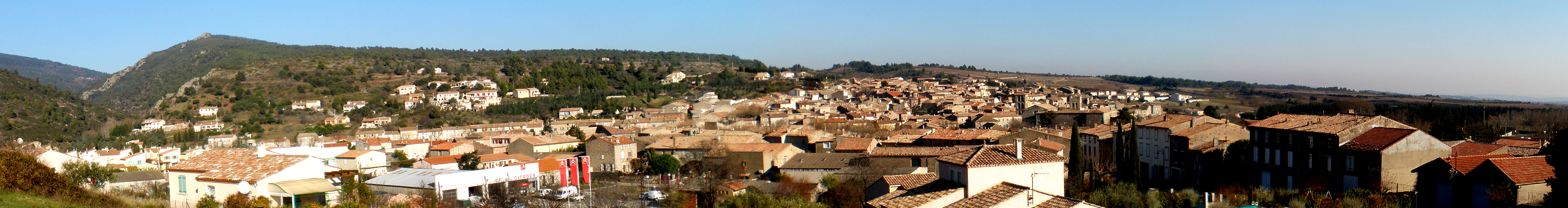
Vue générale du village.

### Communes limitrophes
Les communes limitrophes sont  Cabrespine, Citou, Félines-Minervois, Laure-Minervois, Peyriac-Minervois, Trausse et Villeneuve-Minervois.

### Géologie et relief
La superficie de la commune est de 27,84 km2 ; son altitude varie de 144  à   861 mètres.
Au pied de la montagne Noire, surplombant légèrement la plaine du Minervois Caunes-Minervois est traversé par l'Argent-Double, petit affluent de l'Aude. La commune est connue pour la qualité de son marbre, utilisé dans de nombreux monuments comme le Château de Versailles. La commune se situe sur des lignes de failles au contact du sud du massif hercynien du bas du massif Central (la Montagne Noire) et de la plaine alluvionnaire de l'Aude. Le territoire communal est ainsi en pente douce vers le sud avec des terrains bien égouttés qui favorisent la culture de la vigne principale source de revenus de plusieurs générations depuis le XIXe siècle.

### Hydrographie

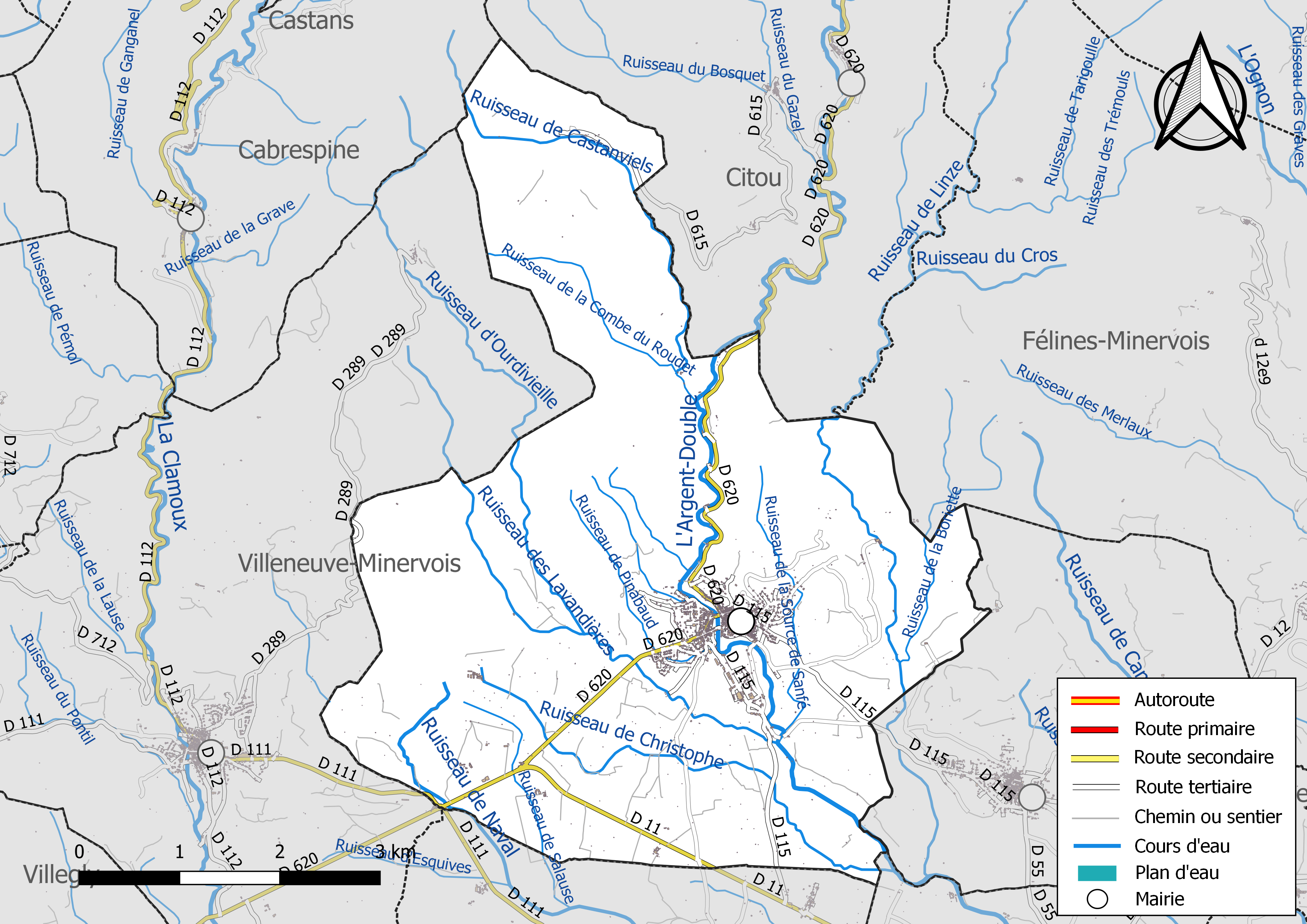
Carte hydrographique de la commune.

La commune est dans la région hydrographique « Côtiers méditerranéens », au sein du bassin hydrographique Rhône-Méditerranée-Corse.
Elle est drainée par l'Argent-Double, le ruisseau de Naval, le ruisseau de Castanviels, le ruisseau de Christophe, le ruisseau des Lavandières, le ruisseau d'Ourdivieille, le ruisseau du Cros, le ruisseau de la Boriette, le ruisseau de la Cabrerisse, le ruisseau de la Combe du Roudet, le ruisseau de la Source de Sanfé, le ruisseau de Pinabaud, le ruisseau de Salause et le ruisseau de Villegause, qui constituent un réseau hydrographique de 45 km de longueur totale,.
L'Argent-Double, d'une longueur totale de 37,4 km, prend sa source dans la commune de Lespinassière et s'écoule vers le sud. Il traverse la commune et se jette dans l'Aude à La Redorte, après avoir traversé 8 communes.
Le ruisseau de Naval, d'une longueur totale de 18,8 km, prend sa source dans la commune et s'écoule vers le sud-est. Il traverse la commune et se jette dans l'Aude à La Redorte, après avoir traversé 6 communes.

### Climat
Pour des articles plus généraux, voir Climat de l'Occitanie et Climat de l'Aude.
En 2010, le climat de la commune est de type climat méditerranéen franc, selon une étude s'appuyant sur une série de données couvrant la période 1971-2000. En 2020, Météo-France publie une typologie des climats de la France métropolitaine dans laquelle la commune est dans une zone de transition entre le climat océanique altéré et le climat méditerranéen et est dans la région climatique Provence, Languedoc-Roussillon, caractérisée par une pluviométrie faible en été, un très bon ensoleillement (2 600 h/an), un été chaud (21,5 °C), un air très sec en été, sec en toutes saisons, des vents forts (fréquence de 40 à 50 % de vents > 5 m/s) et peu de brouillards.
Pour la période 1971-2000, la température annuelle moyenne est de 13,9 °C, avec une amplitude thermique annuelle de 15,8 °C. Le cumul annuel moyen de précipitations est de 848 mm, avec 9,1 jours de précipitations en janvier et 4,1 jours en juillet. Pour la période 1991-2020, la température moyenne annuelle observée sur la station météorologique installée sur la commune est de 13,9 °C et le cumul annuel moyen de précipitations est de 768,1 mm,. Pour l'avenir, les paramètres climatiques de la commune estimés pour 2050 selon différents scénarios d'émission de gaz à effet de serre sont consultables sur un site dédié publié par Météo-France en novembre 2022.
| Mois                                  | jan.          | fév.          | mars            | avril         | mai           | juin           | jui.           | août           | sep.          | oct.          | nov.          | déc.          | année     |
| ------------------------------------- | ------------- | ------------- | --------------- | ------------- | ------------- | -------------- | -------------- | -------------- | ------------- | ------------- | ------------- | ------------- | --------- |
| Température minimale moyenne (°C)     | 3,5           | 3,6           | 5,9             | 7,9           | 11,3          | 14,8           | 17,1           | 17,3           | 14,4          | 11,4          | 7             | 4,4           | 9,9       |
| Température moyenne (°C)              | 6,4           | 6,9           | 9,8             | 12,1          | 15,7          | 19,7           | 22,4           | 22,6           | 18,9          | 14,9          | 10            | 7,3           | 13,9      |
| Température maximale moyenne (°C)     | 9,4           | 10,3          | 13,6            | 16,3          | 20,1          | 24,6           | 27,6           | 27,8           | 23,4          | 18,3          | 12,9          | 10,2          | 17,9      |
| Record de froid (°C) date du record   | −7,1 19.01.17 | −9,8 12.02.12 | −7,7 01.03.05   | −0,7 04.04.22 | 0,1 04.05.10  | 7,4 20.06.1992 | 9,2 19.07.1997 | 9,8 31.08.1990 | 5,5 29.09.07  | 0,3 25.10.03  | −4 22.11.1998 | −9,2 22.12.01 | −9,8 2012 |
| Record de chaleur (°C) date du record | 19,4 05.01.18 | 25 27.02.19   | 26,7 21.03.1990 | 30 09.04.11   | 33,1 30.05.01 | 38,9 17.06.22  | 39,3 16.07.22  | 41,9 23.08.23  | 34,6 04.09.16 | 31,3 06.10.23 | 23,6 06.11.15 | 21,3 16.12.15 | 41,9 2023 |
| Précipitations (mm)                   | 78,3          | 61            | 66,3            | 85,2          | 68,1          | 43,2           | 25,1           | 41,6           | 56,5          | 83,9          | 87            | 71,9          | 768,1     |

### Milieux naturels et biodiversité

#### Réseau Natura 2000

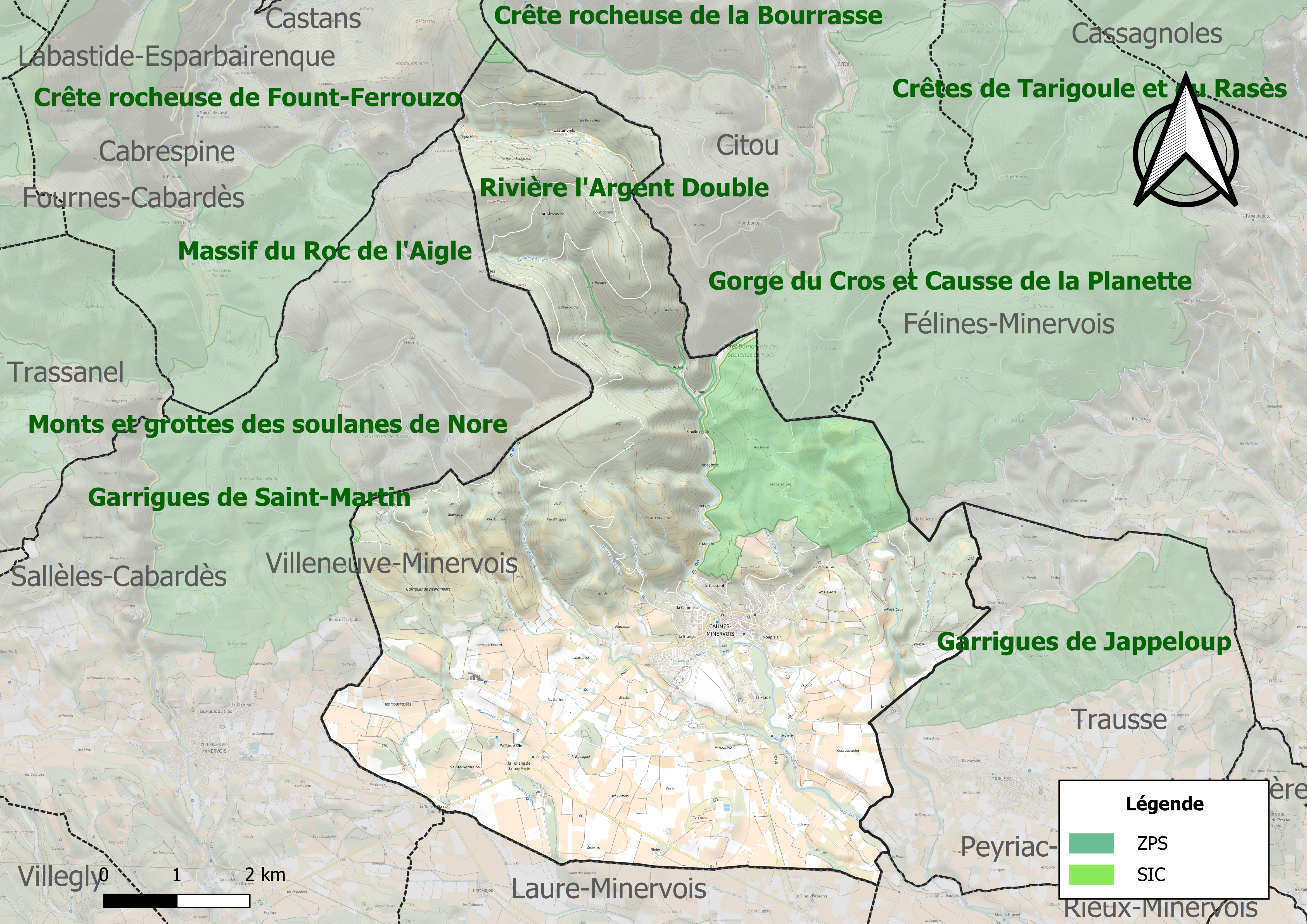
Site Natura 2000 sur le territoire communal.

Le réseau Natura 2000 est un réseau écologique européen de sites naturels d'intérêt écologique élaboré à partir des directives habitats et oiseaux, constitué de zones spéciales de conservation (ZSC) et de zones de protection spéciale (ZPS). Un site Natura 2000 a été défini sur la commune au titre de la directive habitats : « les causses du Minervois », d'une superficie de 21 805 ha, importants pour la conservation des gîtes et zones de chasse des chauves-souris cavernicoles que sont le Rhinolophe euryale, le Minioptère de Schreibers et le Murin de Capaccini.

#### Zones naturelles d'intérêt écologique, faunistique et floristique
L’inventaire des zones naturelles d'intérêt écologique, faunistique et floristique (ZNIEFF) a pour objectif de réaliser une couverture des zones les plus intéressantes sur le plan écologique, essentiellement dans la perspective d’améliorer la connaissance du patrimoine naturel national et de fournir aux différents décideurs un outil d’aide à la prise en compte de l’environnement dans l’aménagement du territoire. Trois ZNIEFF de type 1 sont recensées sur la commune :
- la « crête rocheuse du Pic San-Marti » (293 ha), couvrant 5 communes du département[16] ;
- la « gorge du Cros et Causse de la Planette » (1 552 ha), couvrant 4 communes dont 2 dans l'Aude et 2 dans l'Hérault[17] ;
- la « rivière l'Argent Double » (27 ha), couvrant 2 communes du département[18] ;

et deux ZNIEFF de type 2, : 
- les « crêtes et piémonts de la Montagne Noire » (27 188 ha), couvrant 26 communes dont 24 dans l'Aude et 2 dans l'Hérault[19] ;
- le « Haut Minervois » (21 605 ha), couvrant 26 communes dont 5 dans l'Aude et 21 dans l'Hérault[20].

Carte des ZNIEFF de type 1 et 2 à Caunes-Minervois.
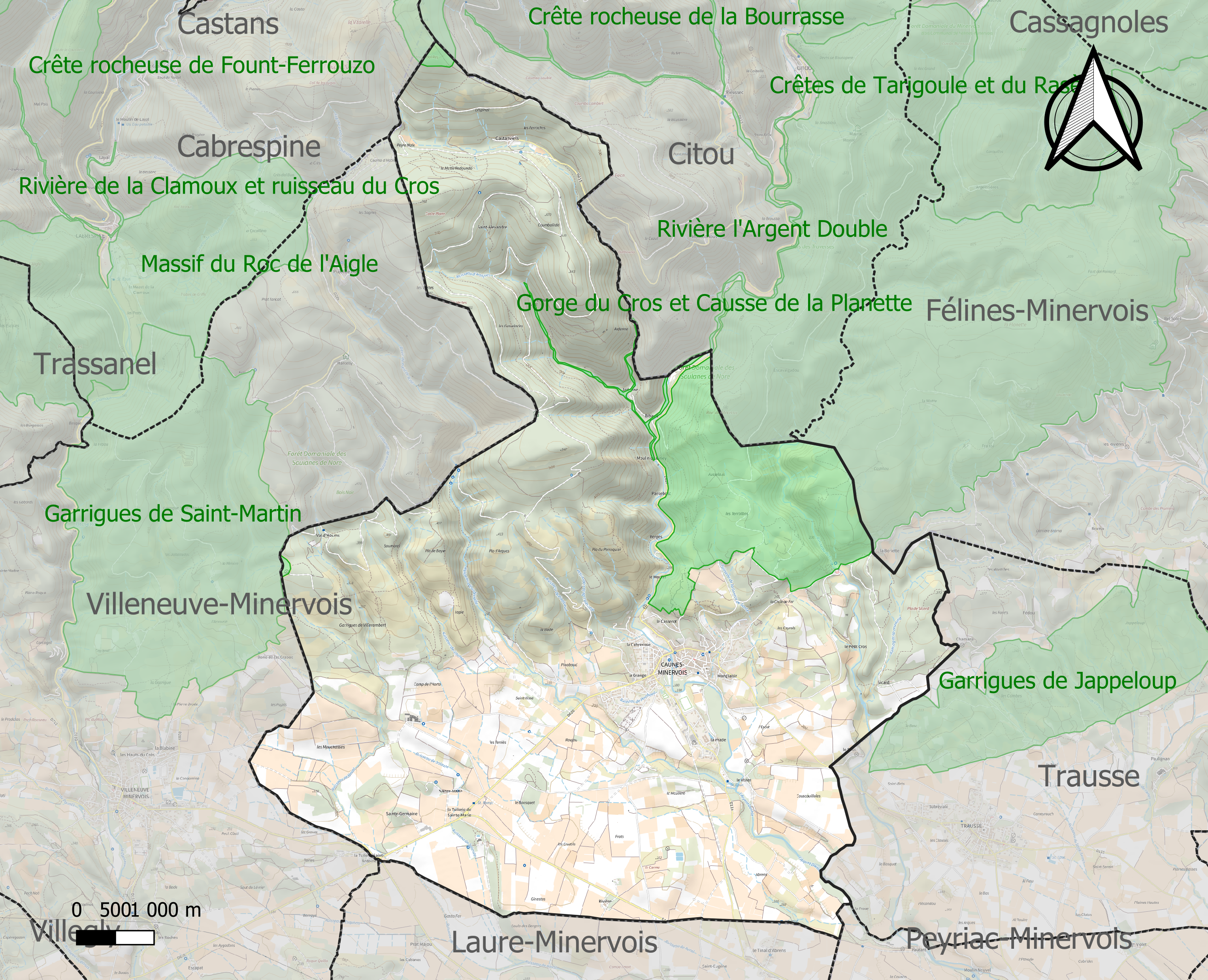
Carte des ZNIEFF de type 1 sur la commune.
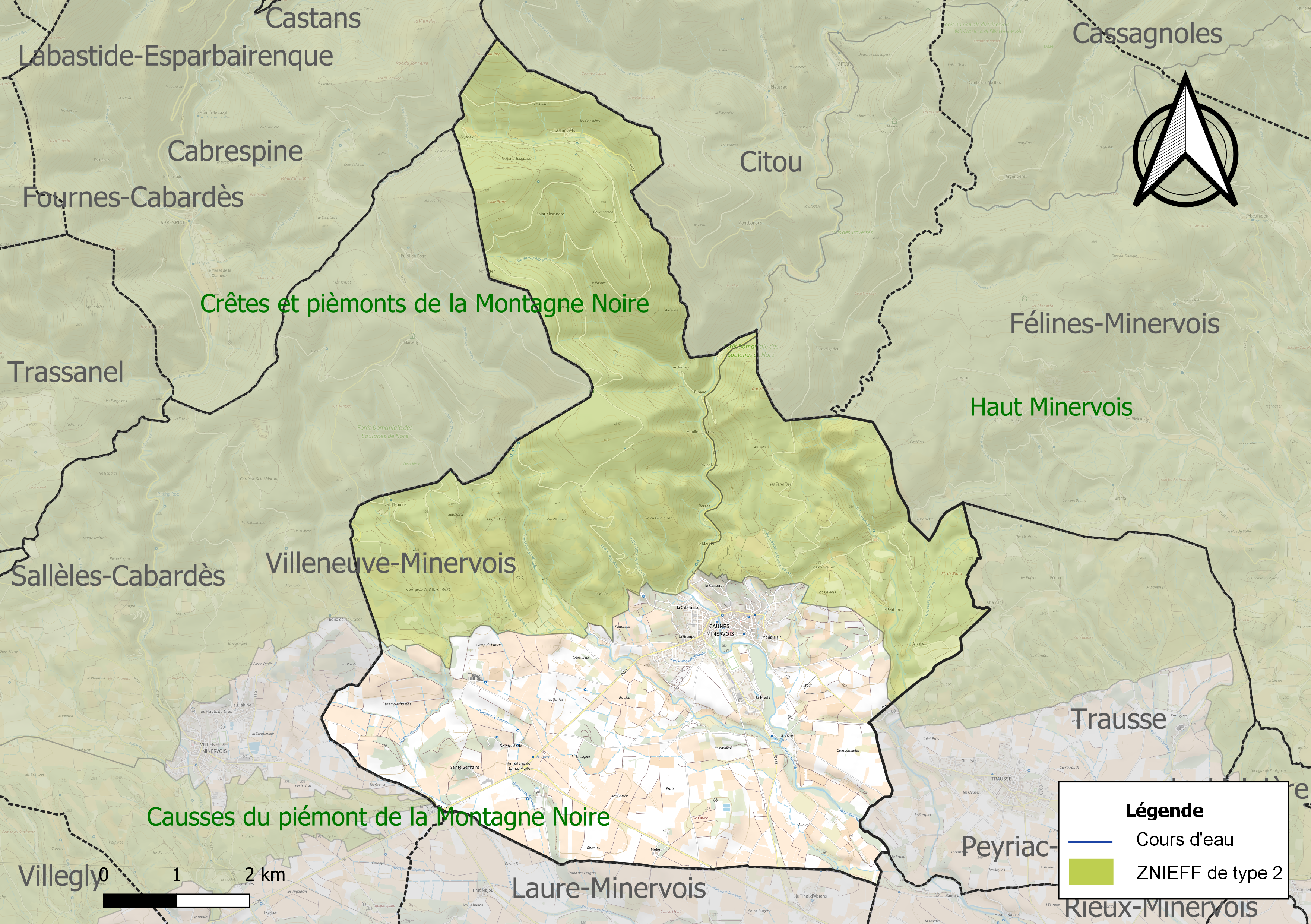
Carte des ZNIEFF de type 2 sur la commune.

## Urbanisme

### Typologie
Au 1er janvier 2024, Caunes-Minervois est catégorisée bourg rural, selon la nouvelle grille communale de densité à 7 niveaux définie par l'Insee en 2022.
Elle est située hors unité urbaine. Par ailleurs la commune fait partie de l'aire d'attraction de Carcassonne, dont elle est une commune de la couronne,. Cette aire, qui regroupe 115 communes, est catégorisée dans les aires de 50 000 à moins de 200 000 habitants,.

### Occupation des sols

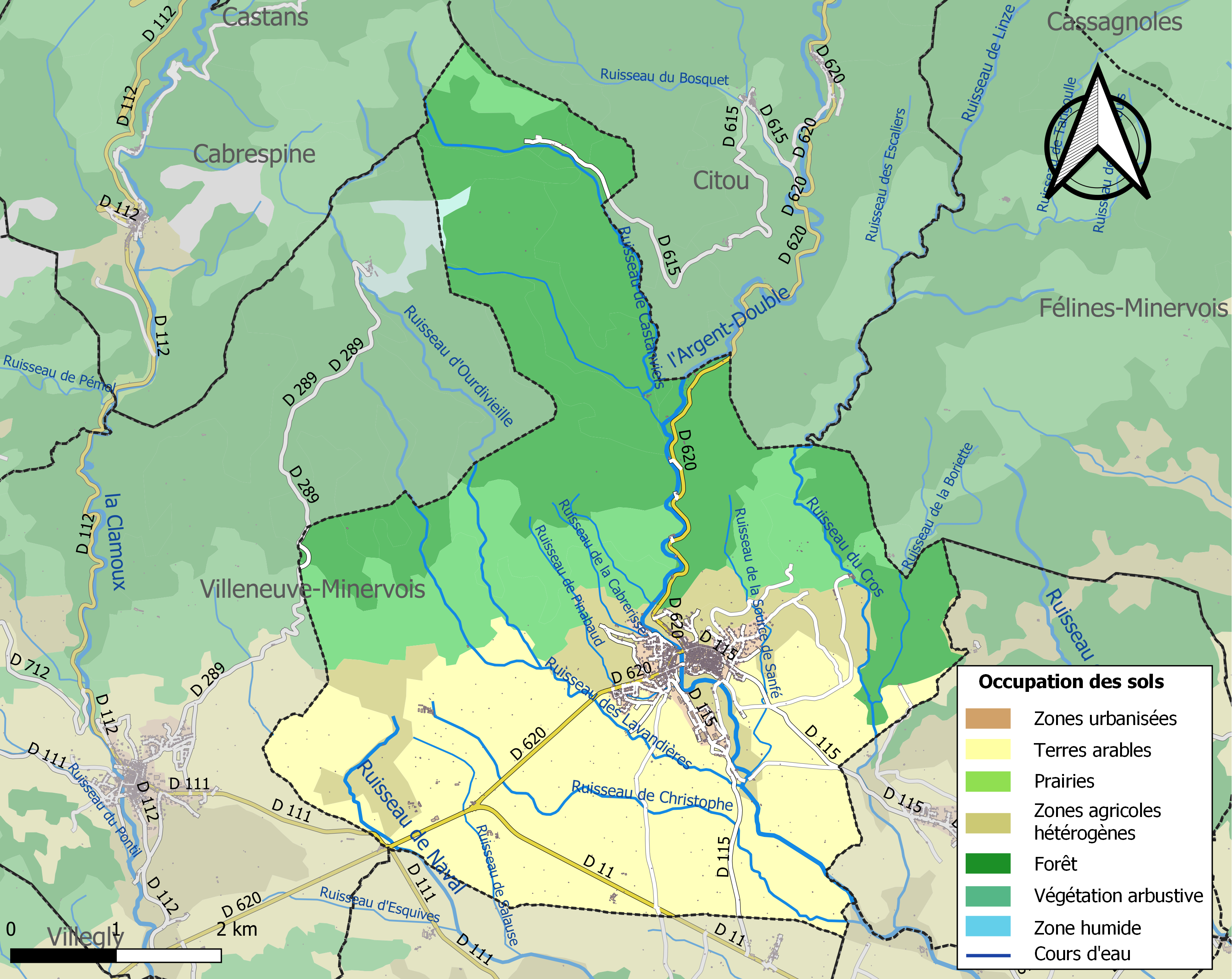
Carte des infrastructures et de l'occupation des sols de la commune en 2018 (CLC).

L'occupation des sols de la commune, telle qu'elle ressort de la base de données européenne d’occupation biophysique des sols Corine Land Cover (CLC), est marquée par l'importance des forêts et milieux semi-naturels (51,7 % en 2018), une proportion identique à celle de 1990 (51,7 %). La répartition détaillée en 2018 est la suivante : cultures permanentes (35,7 %), forêts (34,5 %), milieux à végétation arbustive et/ou herbacée (17 %), zones agricoles hétérogènes (10,1 %), zones urbanisées (2,5 %), espaces ouverts, sans ou avec peu de végétation (0,2 %). L'évolution de l’occupation des sols de la commune et de ses infrastructures peut être observée sur les différentes représentations cartographiques du territoire : la carte de Cassini (XVIIIe siècle), la carte d'état-major (1820-1866) et les cartes ou photos aériennes de l'IGN pour la période actuelle (1950 à aujourd'hui).

### Habitat et logement
En 2020, le nombre total de logements dans la commune était de 1 116, alors qu'il était de 1 075 en 2015 et de 971 en 2010.
Parmi ces logements, 68 % étaient des résidences principales, 15,2 % des résidences secondaires et 16,8 % des logements vacants. Ces logements étaient pour 94,2 % d'entre eux des maisons individuelles et pour 5,6 % des appartements.
Le tableau ci-dessous présente la typologie des logements à Caunes-Minervois en 2020 en comparaison avec celle de l'Aude et de la France entière. Une caractéristique marquante du parc de logements est ainsi une proportion de résidences secondaires et logements occasionnels (15,2 %) inférieure à celle du département (25,3 %) mais supérieure à celle de la France entière (9,7 %).
| Typologie                                               | Caunes-Minervois | Aude | France entière |
| ------------------------------------------------------- | ---------------- | ---- | -------------- |
| Résidences principales (en %)                           | 68               | 66,4 | 82,1           |
| Résidences secondaires et logements occasionnels (en %) | 15,2             | 25,3 | 9,7            |
| Logements vacants (en %)                                | 16,8             | 8,2  | 8,2            |

### Risques naturels et technologiques
Le territoire de la commune de Caunes-Minervois est vulnérable à différents aléas naturels : météorologiques (tempête, orage, neige, grand froid, canicule ou sécheresse), inondations, feux de forêts et séisme (sismicité très faible). Il est également exposé à un risque particulier : le risque de radon. Un site publié par le BRGM permet d'évaluer simplement et rapidement les risques d'un bien localisé soit par son adresse soit par le numéro de sa parcelle.

#### Risques naturels
Caunes-Minervois se situe en zone de sismicité 1 (sismicité très faible).
Certaines parties du territoire communal sont susceptibles d’être affectées par le risque d’inondation par débordement de cours d'eau, notamment le ruisseau de Naval et l'Argent-Double. La commune a été reconnue en état de catastrophe naturelle au titre des dommages causés par les inondations et coulées de boue survenues en 1982, 1987, 1992, 1999, 2005, 2009, 2011, 2017 et 2018,.

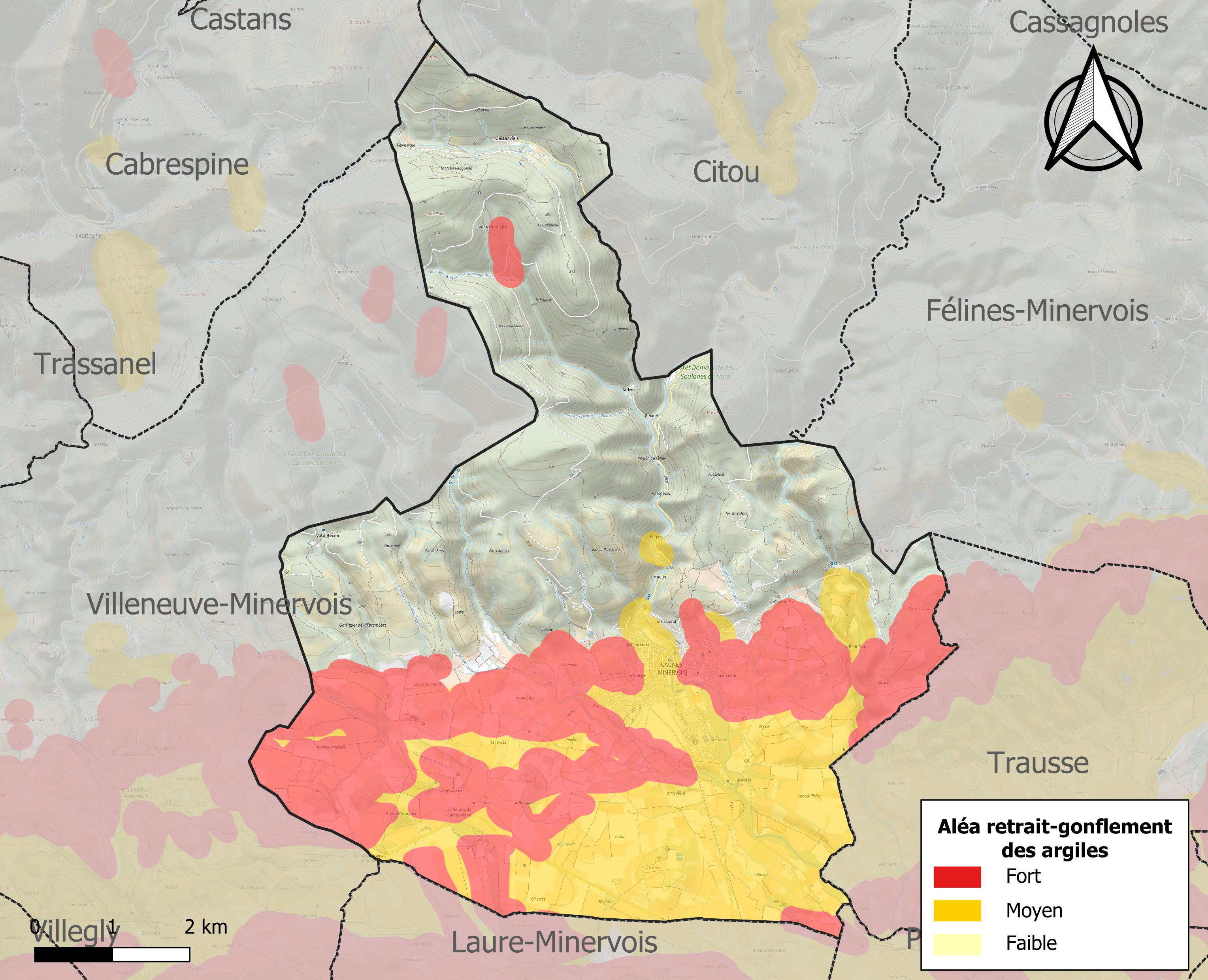
Carte des zones d'aléa retrait-gonflement des sols argileux de Caunes-Minervois.

Le retrait-gonflement des sols argileux est susceptible d'engendrer des dommages importants aux bâtiments en cas d’alternance de périodes de sécheresse et de pluie. 48,8 % de la superficie communale est en aléa moyen ou fort (75,2 % au niveau départemental et 48,5 % au niveau national). Sur les 1 005 bâtiments dénombrés sur la commune en 2019, 877 sont en aléa moyen ou fort, soit 87 %, à comparer aux 94 % au niveau départemental et 54 % au niveau national. Une cartographie de l'exposition du territoire national au retrait gonflement des sols argileux est disponible sur le site du BRGM,.

#### Risque particulier
Dans plusieurs parties du territoire national, le radon, accumulé dans certains logements ou autres locaux, peut constituer une source significative d’exposition de la population aux rayonnements ionisants. Certaines communes du département sont concernées par le risque radon à un niveau plus ou moins élevé. Selon la classification de 2018, la commune de Caunes-Minervois est classée en zone 2, à savoir zone à potentiel radon faible mais sur lesquelles des facteurs géologiques particuliers peuvent faciliter le transfert du radon vers les bâtiments.

## Toponymie

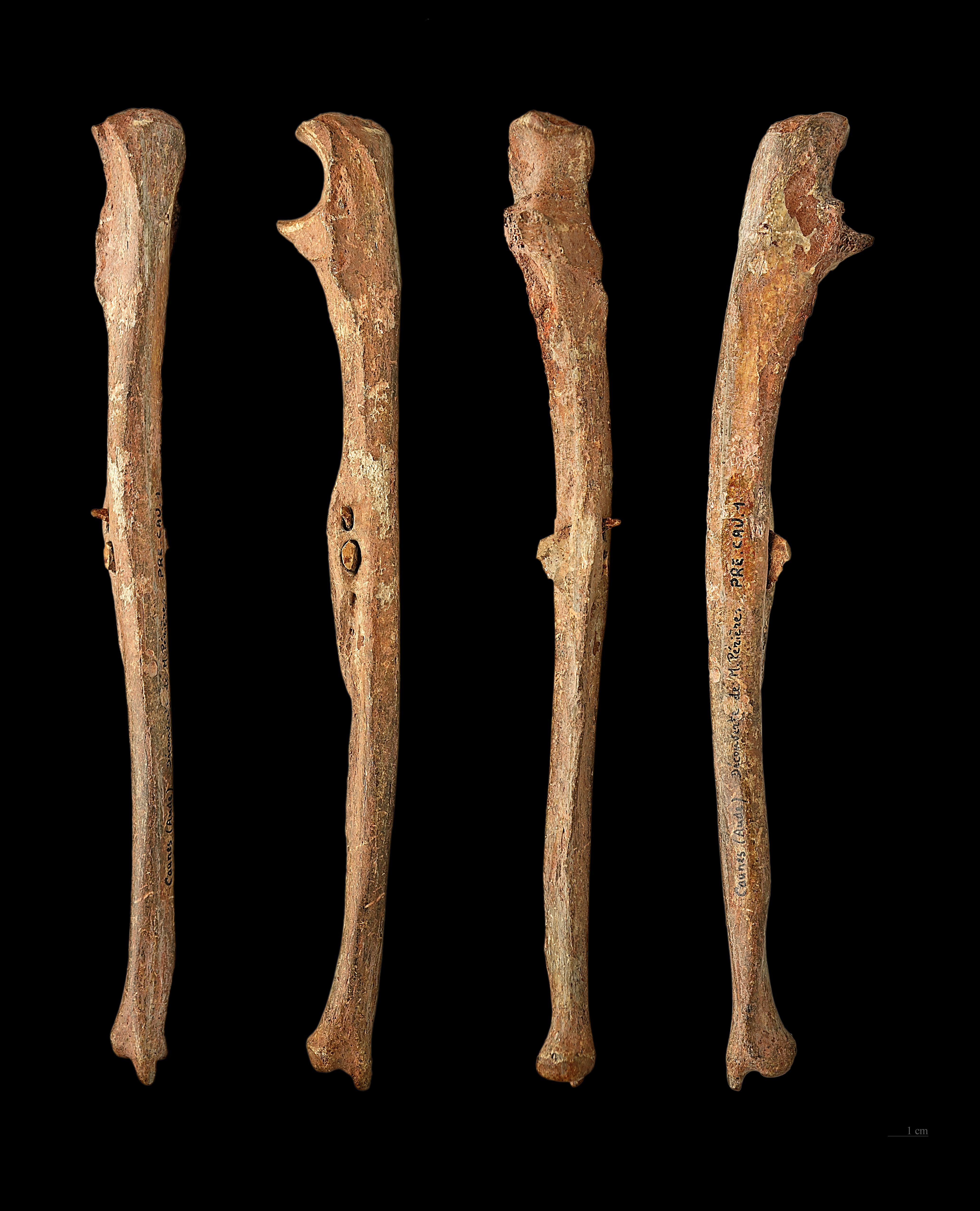
Cubitus avec pointe de flèche (coll.MHNT).

Caunes désigne la grotte en occitan. Il s'agit probablement d'une allusion à l'occupation antique de la grotte de Buffens, sur les hauteurs de l'actuel village.
La Révolution française institue la commune sous le nom de Caunes. Elle ne prend sa dénomination actuelle de Caunes-Minervois qu'en 1923.

## Histoire

### Moyen Âge
La cité de Caunes-Minervois est construite autour de son abbaye bénédictine fondée en 780 par l'abbé Anian, ami de saint Benoît d’Aniane.
Placé à l’origine sous la protection directe du roi, le monastère passe aux mains des comtes de Barcelone avant de choir aux Trencavel, qui renoncent à leurs droits en 1195.
Pendant la croisade contre les Albigeois, l’abbé de Caunes reçoit plusieurs fois les représentants du pape, venus prêcher l’orthodoxie catholique. En 1226, Pierre Isarn, évêque cathare du Carcassès est brûlé à Caunes.
Les XIIIe et XIVe siècles sont marqués par les conflits pour le pouvoir entre les autorités laïques et religieuses, et par une certaine prospérité du monastère qui accroît notablement le nombre de ses membres, d’une quinzaine à une trentaine.
L’établissement de la commende en 1467 constitue le point d’orgue d’une longue période de relâchement des valeurs monastiques à Caunes.

### Temps modernes
Au début du XVIIe siècle est engagée une série de réformes par l’abbé Jean d’Alibert, qui fait notamment restaurer les bâtiments et reconstruire le logis abbatial. Puis, la congrégation de Saint-Maur en prend possession en 1663 et réédifie les bâtiments monastiques.

### Révolution française et Empire
L’abbaye est vendue comme bien national en 1791, à l’exception de l’église qui devint propriété communale.

### Époque contemporaine
Caunes a été desservie (de 1887 à  1969) par une ligne de chemin de fer dont il était le terminus (ligne de Moux à Caunes-Minervois), ainsi que jusqu'en 1932 par un tramway qui reliait Carcassonne à Lézignan : à Caunes les deux gares se trouvaient face à face. En 1898 six trains quotidiens (trois dans chaque sens) reliaient en environ une heure Caunes-Minervois à Moux avec une correspondance sur la ligne Carcassonne - Narbonne. La ligne — -surnommée « ligne des cigales » d'après les chants des cigales qu'on pouvait entendre en parcourant la ligne, l'été — servait au transport des voyageurs et du fameux marbre de Caunes : un grand dépôt de marbre se trouvait à côté de la gare. La ligne a été fermée en 1969.

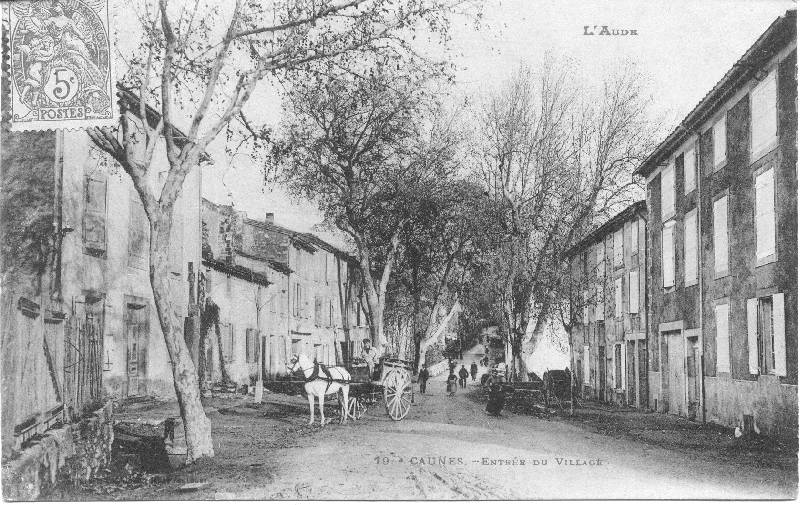
Caunes en 1906.

## Politique et administration

### Rattachements administratifs et électoraux

#### Rattachements administratifs
La commune se trouve dans l'arrondissement de Carcassonne du département de l'Aude.
Après avoir été le chef-lieu d'un fugace canton entre 1793 et 1801, la commune faisait partie depuis lors du canton de Peyriac-Minervois. Dans le cadre du redécoupage cantonal de 2014 en France, cette circonscription administrative territoriale a disparu, et le canton n'est plus qu'une circonscription électorale.

#### Rattachements électoraux
Pour les élections départementales, la commune fait partie depuis 2014 du canton du Haut-Minervois.
Pour l'élection des députés, elle fait partie de la première circonscription de l'Aube depuis le redécoupage électoral de 1986..

### Intercommunalité
Caunes-Minervois était membre de la communauté de communes du Haut Minervois, un établissement public de coopération intercommunale (EPCI) à fiscalité propre créé fin 2002 et auquel la commune avait transféré un certain nombre de ses compétences, dans les conditions déterminées par le code général des collectivités territoriales.
Conformément aux prescriptions de la loi de réforme des collectivités territoriales du 16 décembre 2010, qui a prévu le renforcement et la simplification des intercommunalités et la constitution de structures intercommunales de grande taille, cette intercommunalité a été dissoute le 1er janvier 2013, et la plupart de ses communes, dont Caunes-Minervois, ont alors rejoint la communauté d'agglomération dénommée Carcassonne Agglo.

### Tendances politiques et résultats
Au premier tour des élections municipales de 2014 dans l'Aude, la liste PS menée par Denis Adiveze  obtient la majorité absolue des sufrages exprimés, avec 717 voix (76,60 %, 17 conseillers municipaux élus dont 2 communautaires), devançant très largement la liste SE menée par  	Raymond Fenes qui a recueilli 219 voix (23,39 %, 2 conseillers municipaux élus).
Lors de ce scrutin, 18,82 % des électeurs se sont abstenus.
Au premier tour des élections municipales de 2020 dans l'Aude, la liste SE menée par Jean Louis Petit  obtient la majorité absolue des suffrages exprimés, avec 486 voix (61,98 %, 16 conseillers municipaux élus dont 1 communautaire), devançant très largement celle, également SE, menée par Ludovic Barlaud, qui a recueilli 298 voix (38,01 %, 3 conseillers municipaux élus).
Lors de ce scrutin marqué par la pandémie de Covid-19 en France, 30,25 % des électeurs se sont abstenus.

### Liste des maires
| Période                                  | Période                       | Identité            | Étiquette | Qualité |
| ---------------------------------------- | ----------------------------- | ------------------- | --------- | --- |
| Les données manquantes sont à compléter. |                               |                     |           | |
|                                          |                               |                     |           | |
| 1971                                     | juin 1995                     | Gaston Cazanave     | PS        | Viticulteur Conseiller général de Peyriac-Minervois (1973 → 1992)                                              |
| juin 1995                                | mars 2008                     | Jean-José Francisco | PS        | Médecin Conseiller général de Peyriac-Minervois (1998 → 2011)                                                  |
| mars 2008                                | septembre 2012                | Jacques Molina      | UMP       | Chef d'une entreprise de menuiserie Mort en fonction                                                           |
| novembre 2012                            | mars 2014                     | Barbara Vergine     | PS        | |
| mars 2014                                | mai 2020                      | Denis Adivèze       | PS        | Cadre au conseil départemental                                                                                 |
| mai 2020                                 | avril 2023                    | Jean-Louis Petit    | PS        | Technicien de systèmes automatisés retraité Mandat écourté par la démission d'une partie du conseil municipal. |
| avril 2023                               | En cours (au 24 janvier 2024) | Ludovic Barlaud     | PS        | Maître de chai à Trèbes                                                                                        |

### Politique environnementale
La nécessité de protéger le cours d'eau de l'Argent-Double a incité la commune a s'engager dans une démarche de réduction drastique d'usage des produits phytosanitaires. Cette démarche a été reconnue au niveau 2/3 par la charte régionale « zéro phyto ». En parallèle, la commune s'est dotée d'une aire de lavage pour les engins agricoles avec récupération et traitements des déchets de cuves.

## Équipements et services publics

### Enseignement
Une crèche intercommunale accueille sur la commune les jeunes enfants avant leur entrée à l'école.
Les élèves de Caunes-Minervois commencent leur scolarité dans la commune, qui dispose d'une école maternelle (deux classes en 2015), et d'une école élémentaire (quatre classes en 2015). Les écoles occupent un même bâtiment dans le centre du village. Elles accueillent également les élèves de Citou et Lespinassière.
Les collégiens sont accueillis au collège Pierre-et-Marie-Curie de Rieux-Minervois. Les lycéens sont pour leur part sectorisés sur Carcassonne.

### Santé
La commune dispose en 2016 de deux cabinets médicaux, un cabinet de kinésithérapie, une pharmacie. Le C.C.A.S. assure en outre la gestion de l'EHPAD "Los Ainats", qui propose 67 lits dont une partie en secteur fermé.

## Population et société
Les habitants sont les Caunois

### Démographie
L'évolution du nombre d'habitants est connue à travers les recensements de la population effectués dans la commune depuis 1793. Pour les communes de moins de 10 000 habitants, une enquête de recensement portant sur toute la population est réalisée tous les cinq ans, les populations de référence des années intermédiaires étant quant à elles estimées par interpolation ou extrapolation. Pour la commune, le premier recensement exhaustif entrant dans le cadre du nouveau dispositif a été réalisé en 2005.

En 2022, la commune comptait 1 571 habitants, en évolution de −5,13 % par rapport à 2016 (Aude : +2,65 %, France hors Mayotte : +2,11 %).
| 1793  | 1800  | 1806  | 1821  | 1831  | 1836  | 1841  | 1846  | 1851  |
| ----- | ----- | ----- | ----- | ----- | ----- | ----- | ----- | ----- |
| 1 743 | 1 871 | 2 014 | 2 233 | 2 245 | 2 258 | 2 270 | 2 248 | 2 287 |

| 1856  | 1861  | 1866  | 1872  | 1876  | 1881  | 1886  | 1891  | 1896  |
| ----- | ----- | ----- | ----- | ----- | ----- | ----- | ----- | ----- |
| 2 319 | 2 347 | 2 390 | 2 209 | 2 337 | 2 507 | 2 597 | 2 231 | 2 103 |

| 1901  | 1906  | 1911  | 1921  | 1926  | 1931  | 1936  | 1946  | 1954  |
| ----- | ----- | ----- | ----- | ----- | ----- | ----- | ----- | ----- |
| 2 196 | 2 071 | 2 008 | 1 901 | 1 932 | 2 155 | 2 016 | 1 754 | 1 701 |

| 1962  | 1968  | 1975  | 1982  | 1990  | 1999  | 2005  | 2006  | 2010  |
| ----- | ----- | ----- | ----- | ----- | ----- | ----- | ----- | ----- |
| 1 649 | 1 681 | 1 512 | 1 550 | 1 527 | 1 476 | 1 519 | 1 513 | 1 629 |

| 2015  | 2020  | 2022  | - | - | - | - | - | - |
| ----- | ----- | ----- | - | - | - | - | - | - |
| 1 656 | 1 601 | 1 571 | - | - | - | - | - | - |

### Manifestations culturelles et festivités
L'abbaye de Caunes-Minervois héberge régulièrement depuis les années 1990 des expositions temporaires. Depuis 2015, un partenariat entre la commune et le Centre Belge de la Bande Dessinée permet la tenue d'expositions temporaires sur le thème de la BD.
Un fort tissu associatif permet par ailleurs l'organisation chaque année de différentes manifestations culturelles.
- La fête du marbre, qui regroupe sculpteurs et artistes autour du marbre, au mois de septembre ;
- Le festival "les vendredis classiques", qui propose une série de concerts estivaux dans les jardins de l'abbaye ;
- "Jazz au caveau", qui propose des concerts de jazz au caveau de l'Abbaye tout au long de l'année.
- Le "festival de Caunes" organisé par l'ULM (Union Loufoque Minervoise), qui propose pendant une journée des sketchs amateurs et des animations loufoques.
- Le "festival de musique de Caunes-Minervois", sous la direction artistique de Patrick Messina (clarinettiste soliste de l’Orchestre national de France), propose durant la dernière semaine d'août des concerts de musique classique, jazz et musiques du monde.

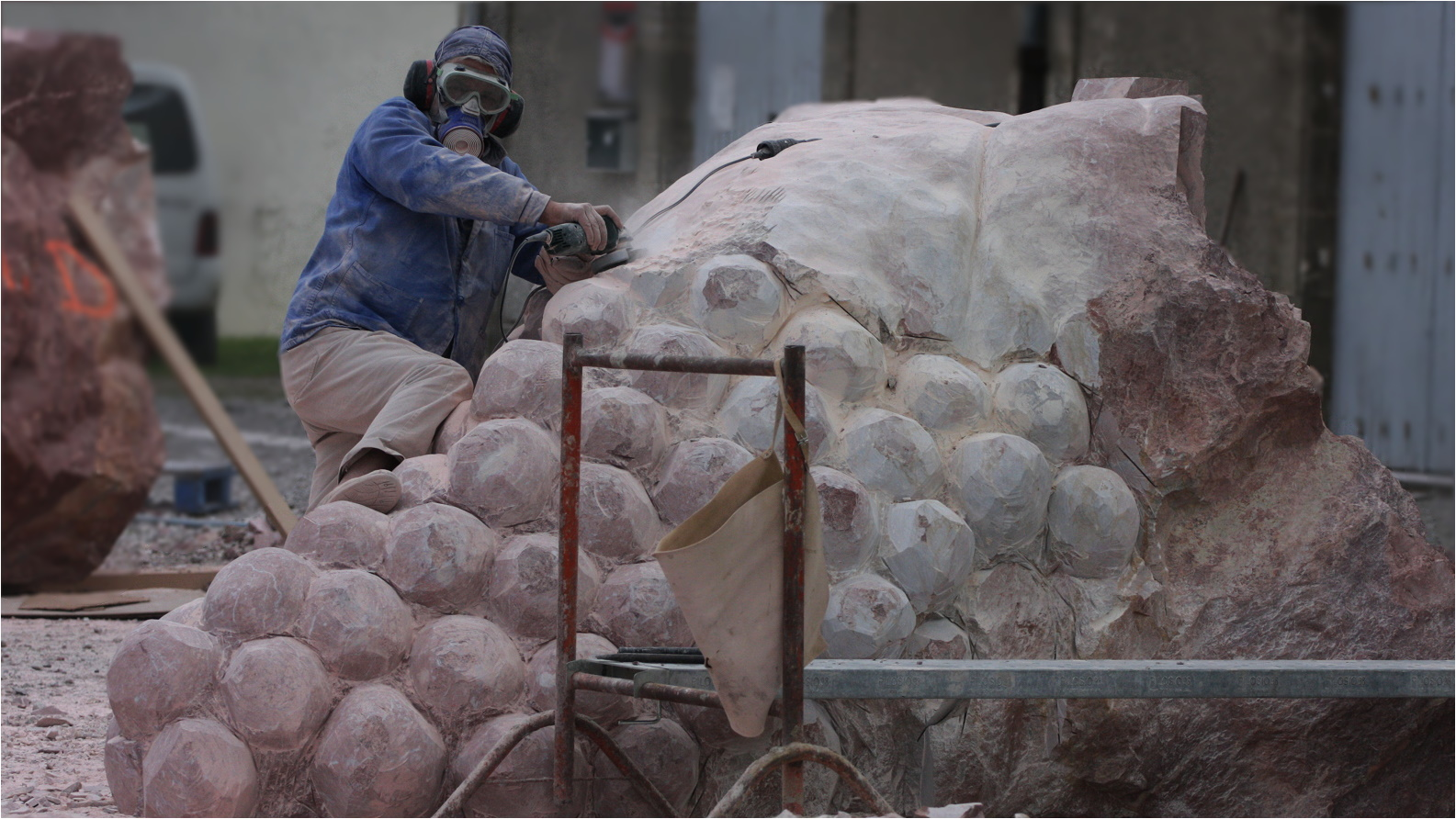
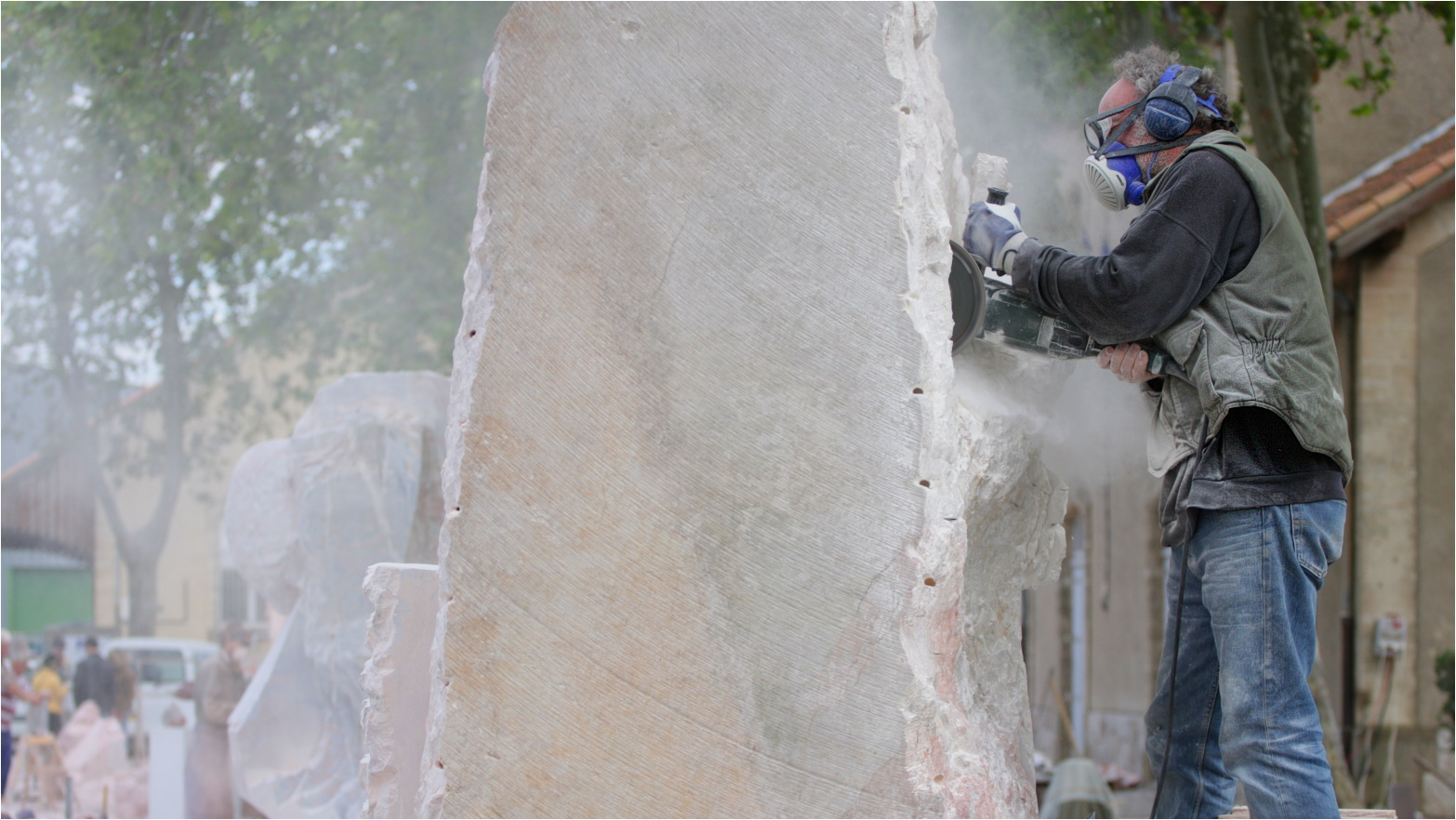
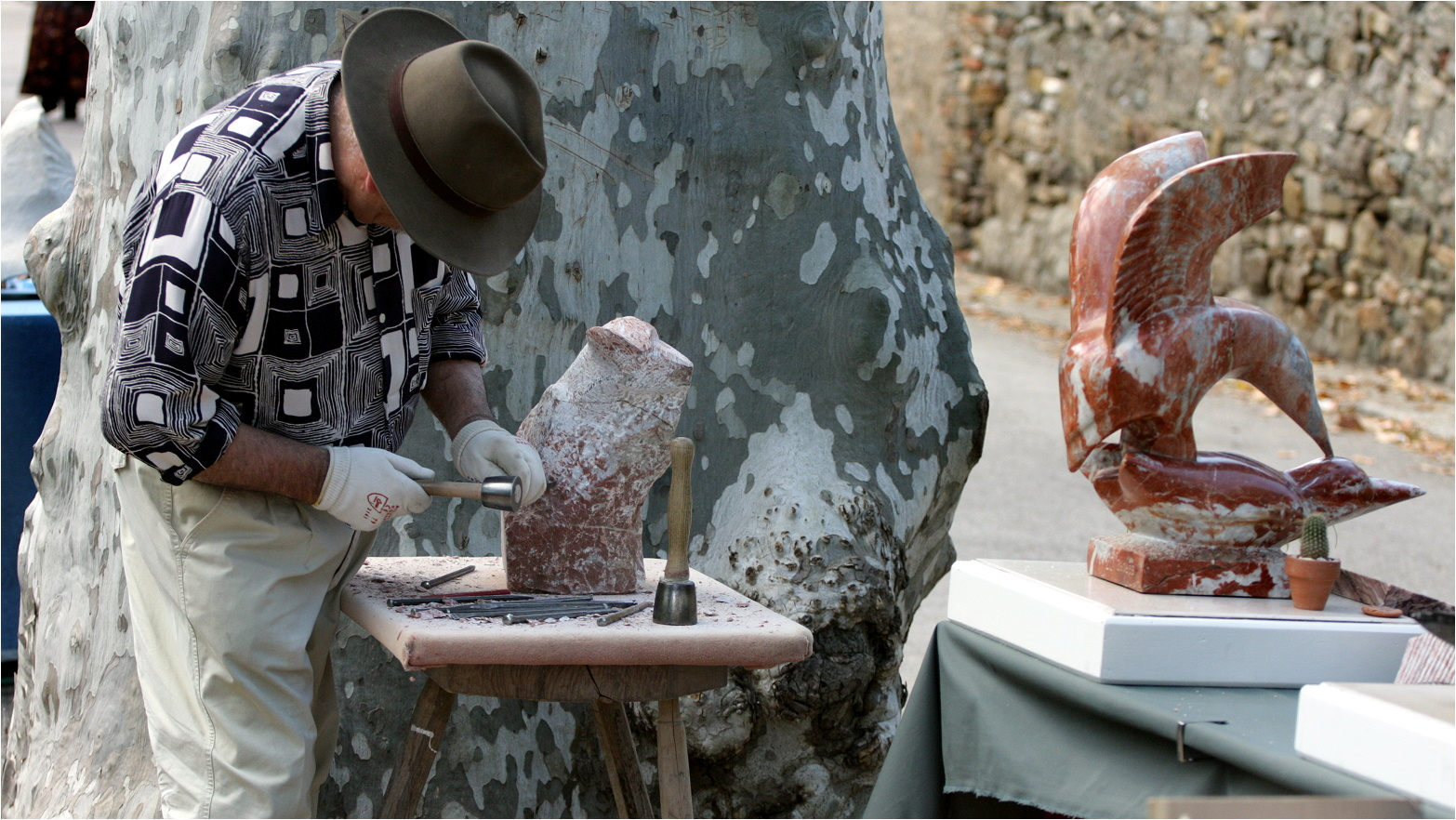
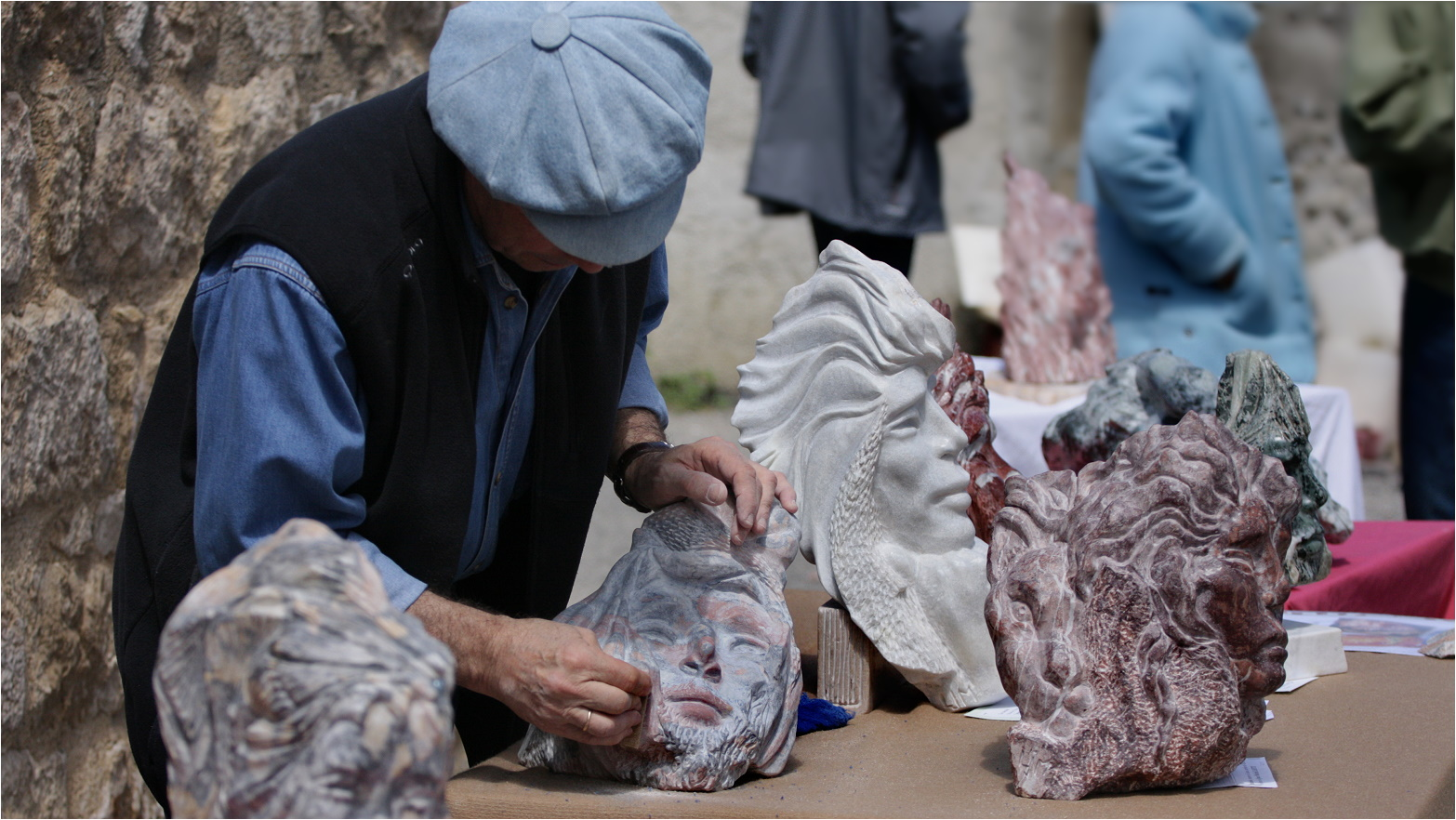

Sculpteurs

### Sports et loisirs
Le village est le siège de l'un des plus gros clubs de handball du département de l'Aude, le Minervois Handball Club. Le club de rugby à XV, le CO Caunes-Minervois, fut finaliste du championnat de France Honneur de rugby à XV en 1978. D'autres sports se voient représentés par des associations : tennis, enduro, course, cyclotourisme, randonnée pédestre.

### Cultes
La paroisse catholique de Caunes-Minervois dépend du diocèse de Carcassonne, doyenné de Rieux-Minervois.

## Économie

### Revenus
En 2018 (données Insee publiées en septembre 2021), la commune compte 680 ménages fiscaux, regroupant 1 393 personnes. La médiane du revenu disponible par unité de consommation est de 18 030 € (19 240 € dans le département).

### Emploi
| Division       | 2008   | 2013   | 2018   |
| -------------- | ------ | ------ | ------ |
| Commune        | 12,1 % | 14,9 % | 9,9 %  |
| Département    | 10,2 % | 12,8 % | 12,6 % |
| France entière | 8,3 %  | 10 %   | 10 %   |

En 2018, la population âgée de 15 à 64 ans s'élève à 887 personnes, parmi lesquelles on compte 70,1 % d'actifs (60,2 % ayant un emploi et 9,9 % de chômeurs) et 29,9 % d'inactifs,. En  2018, le taux de chômage communal (au sens du recensement) des 15-64 ans est inférieur à celui de la France et du département, alors qu'en 2008 la situation était inverse.
La commune fait partie de la couronne de l'aire d'attraction de Carcassonne, du fait qu'au moins 15 % des actifs travaillent dans le pôle,. Elle compte 337 emplois en 2018, contre 360 en 2013 et 299 en 2008. Le nombre d'actifs ayant un emploi résidant dans la commune est de 545, soit un indicateur de concentration d'emploi de 61,9 % et un taux d'activité parmi les 15 ans ou plus de 44,6 %.
Sur ces 545 actifs de 15 ans ou plus ayant un emploi, 188 travaillent dans la commune, soit 35 % des habitants. Pour se rendre au travail, 85,3 % des habitants utilisent un véhicule personnel ou de fonction à quatre roues, 1,5 % les transports en commun, 8,2 % s'y rendent en deux-roues, à vélo ou à pied et 4,9 % n'ont pas besoin de transport (travail au domicile).

### Activités hors agriculture

#### Secteurs d'activités
131 établissements sont implantés  à Caunes-Minervois au 31 décembre 2019. Le tableau ci-dessous en détaille le nombre par secteur d'activité et compare les ratios avec ceux du département,.
| Secteur d'activité                                                                                        | Commune | Commune | Département |
| Secteur d'activité                                                                                        | Nombre  | %       | %           |
| --- | ------- | ------- | ----------- |
| Ensemble                                                                                                  | 131     |         |             |
| Industrie manufacturière, industries extractives et autres                                                | 20      | 15,3 %  | (8,8 %)     |
| Construction                                                                                              | 17      | 13 %    | (14 %)      |
| Commerce de gros et de détail, transports, hébergement et restauration                                    | 39      | 29,8 %  | (32,3 %)    |
| Activités financières et d'assurance                                                                      | 1       | 0,8 %   | (2,7 %)     |
| Activités immobilières                                                                                    | 3       | 2,3 %   | (5,2 %)     |
| Activités spécialisées, scientifiques et techniques et activités de services administratifs et de soutien | 17      | 13 %    | (13,3 %)    |
| Administration publique, enseignement, santé humaine et action sociale                                    | 17      | 13 %    | (13,2 %)    |
| Autres activités de services                                                                              | 17      | 13 %    | (8,8 %)     |

Le secteur du commerce de gros et de détail, des transports, de l'hébergement et de la restauration est prépondérant sur la commune puisqu'il représente 29,8 % du nombre total d'établissements de la commune (39 sur les 131 entreprises implantées  à Caunes-Minervois), contre 32,3 % au niveau départemental.

#### Entreprises
Les trois entreprises ayant leur siège social sur le territoire communal qui génèrent le plus de chiffre d'affaires en 2020 sont : 
- Société anonyme Azalbert, commerce de gros (commerce interentreprises) de fruits et légumes (6 031 k€)
- Société d'exploitation agricole De Fourtou, culture de céréales (à l'exception du riz), de légumineuses et de graines oléagineuses (122 k€)
- Écurie Eric Pechadre, autres activités liées au sport (2 k€)

#### Industrie
Caunes, capitale du marbre incarnat qui en a fait sa richesse depuis la Gaule romaine voit son marbre rouge orner les plus beaux palais d'Europe dont le Grand Trianon à Versailles, l'Opéra de Paris, ou la chapelle de l'Hôtel-Dieu de Carpentras. Certaines carrières restent en exploitation, d'autres comme la « Carrière du Roi » sont  Inscrit MH (2006),.

### Agriculture
La commune fait partie de la petite région agricole dénommée « Région viticole ». En 2010, l'orientation technico-économique de l'agriculture  sur la commune est la viticulture (appellation et autre).
|                                   | 1988 | 2000 | 2010 |
| --------------------------------- | ---- | ---- | ---- |
| Exploitations                     | 119  | 79   | 53   |
| Superficie agricole utilisée (ha) | 905  | 813  | 664  |

Le nombre d'exploitations agricoles en activité et ayant leur siège dans la commune est passé de 119 lors du recensement agricole de 1988 à 79 en 2000 puis à 53 en 2010, soit une baisse de 55 % en 22 ans. Le même mouvement est observé à l'échelle du département qui a perdu pendant cette période 52 % de ses exploitations. La surface agricole utilisée sur la commune a également diminué, passant de 905 ha en 1988 à 664 ha en 2010. Parallèlement la surface agricole utilisée moyenne par exploitation a augmenté, passant de 8 à 13 ha.

#### Viticulture
Le village est environné de vignobles et de garrigues que traversent les routes à moutons utilisées autrefois par les troupeaux transhumants.
- Viticulture : Minervois (AOC), Coteaux-de-peyriac (VDP)

## Culture locale et patrimoine

### Lieux et monuments
Le vieux village de Caunes-Minervois est remarquable pour ses ruelles médiévalles, son bourg monastique et ses hôtels particuliers de style renaissance.
Il faut signaler : 
- Abbaye Saint-Pierre-Saint-Paul de Caunes-Minervois  Classé MH (2014)[65],[32] : ancienne abbaye bénédictine[66],[67] : abbatiale, cloître, crypte[68].
- Écomusée Marbre et Terroir : musée consacré au marbre de Caunes et d'Occitanie (géologie, extraction, exploitation, utilisation dans le mobilier et exposition de sculptures)[69].
- Anciens remparts.
- Vestiges de l'ancienne église Saint-Genès qui domina le village, mentionnée en 791 puis démolie en 1792.
- Carrière du Roi  Inscrit MH (2006)[58].
- Carrière de marbre gris de Caunes-Minervois  Inscrit MH (2006)[58].
- Carrière du roc de Buffens  Inscrit MH (2006)[58].
- Chapelle du Crucifix de Caunes-Minervois  Inscrit MH (1926)[70], du XVe siècle..
- La Grande Fontaine  Inscrit MH (1948)[71].
- Église Notre-Dame-du-Cros  Inscrit MH (2018)[72].
, située au pied d'une falaise et presque dans les bois, en partie romane[73] et ornée de marbre, rendue célèbre pour sa source miraculeuse[74].
Le pèlerinage de Notre-Dame-du-Cros, la gorge et le ruisseau du souc sont inscrits au titre des sites naturels depuis 1943[75].
- Le « vieux » Caunes : le village a conservé ses ruelles étroites et des maisons médiévales et Renaissance, en particulier l'hôtel Sicard  Inscrit MH (1948, partiel)[76] et l'hôtel d'Alibert  Classé MH (1926, partiel)[77] et sa belle cour intérieure.
- Le « Pont Romain ».
- L'ancien Moulin Galy, puis scierie de marbre Galinier[78],[79].
- Coopérative vinicole : La Vigneronne ; Cellier du Palais Abbatial, de 1923[80].

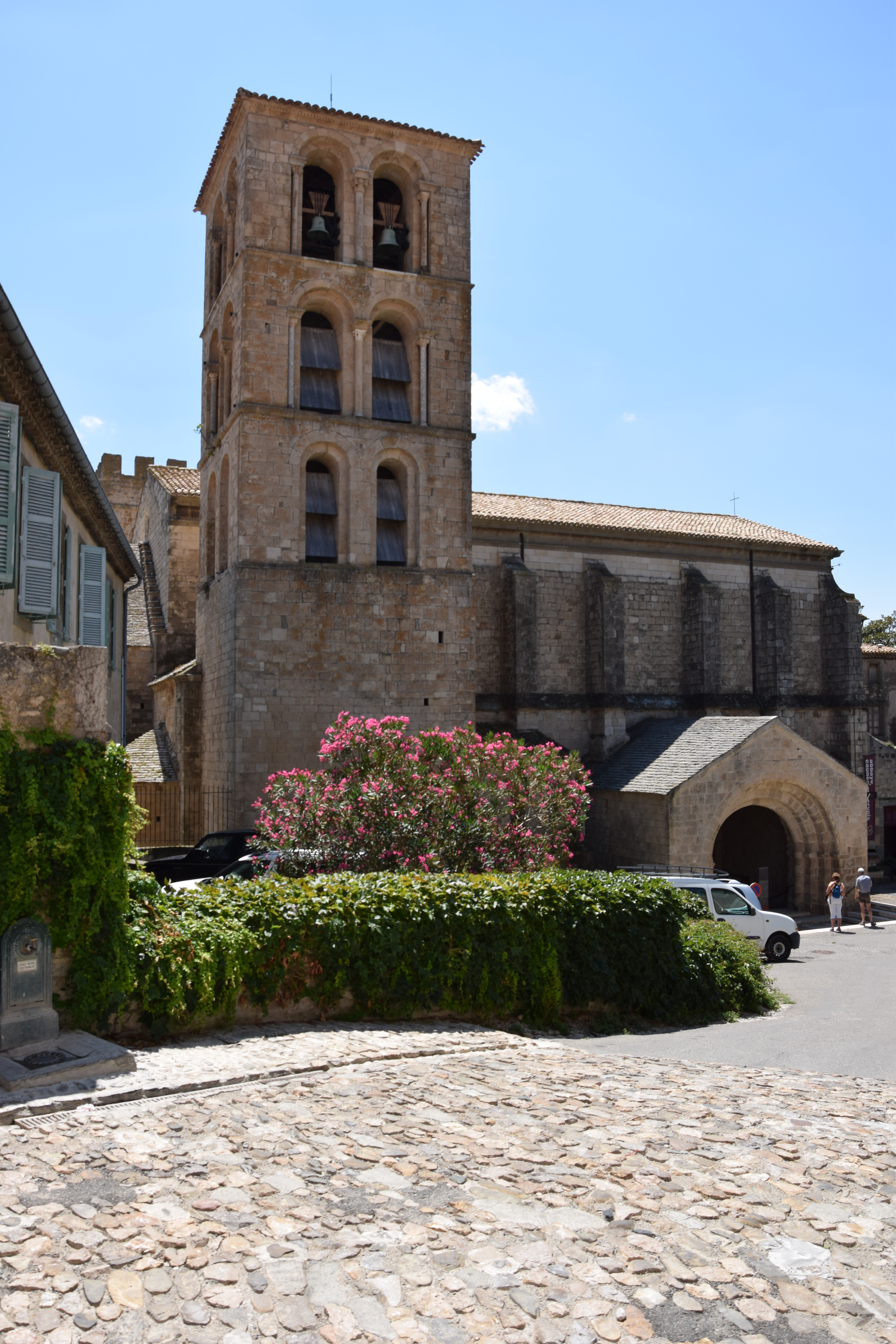
Vue de l'abbaye
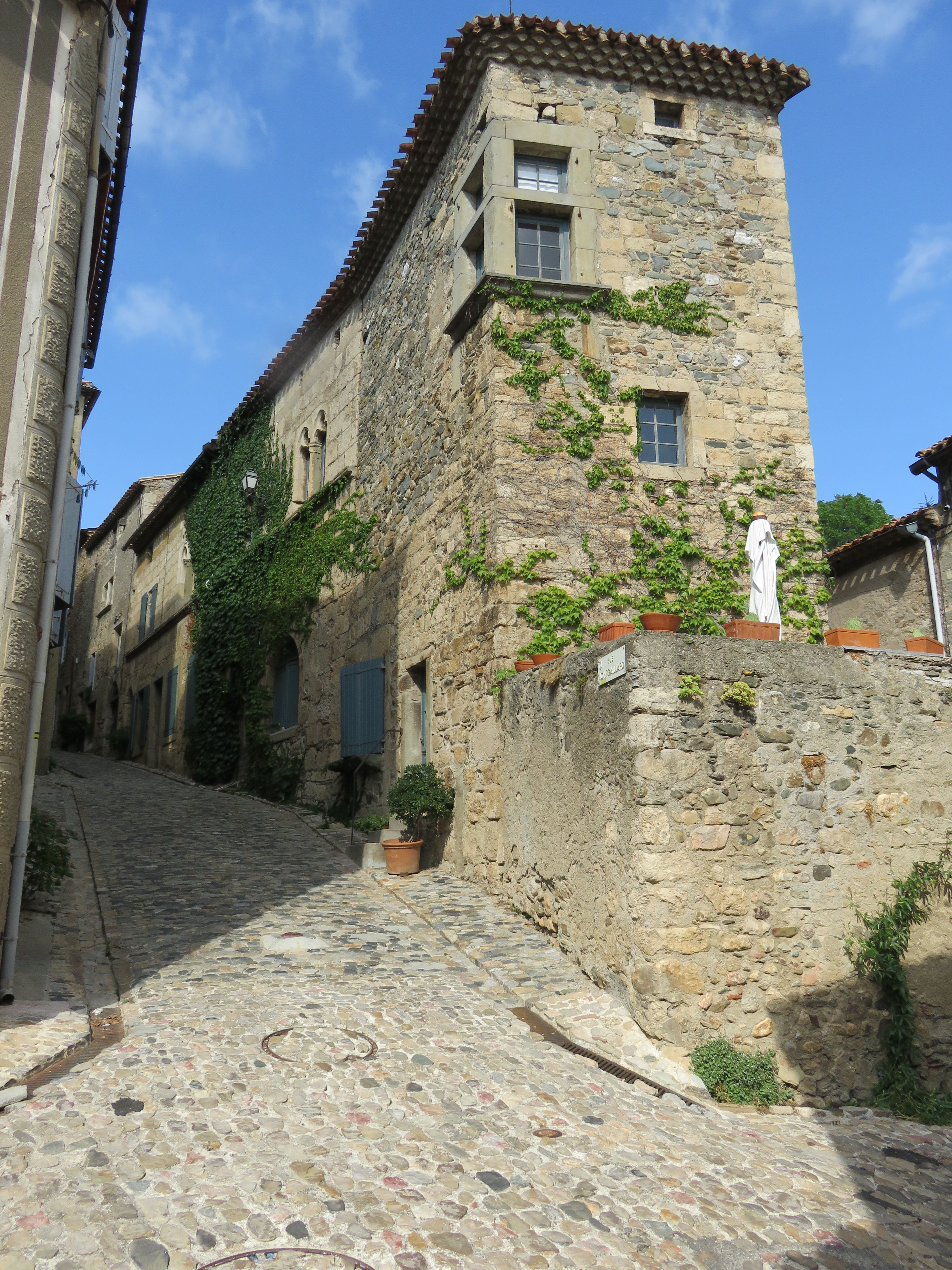
Rue Montgaillard
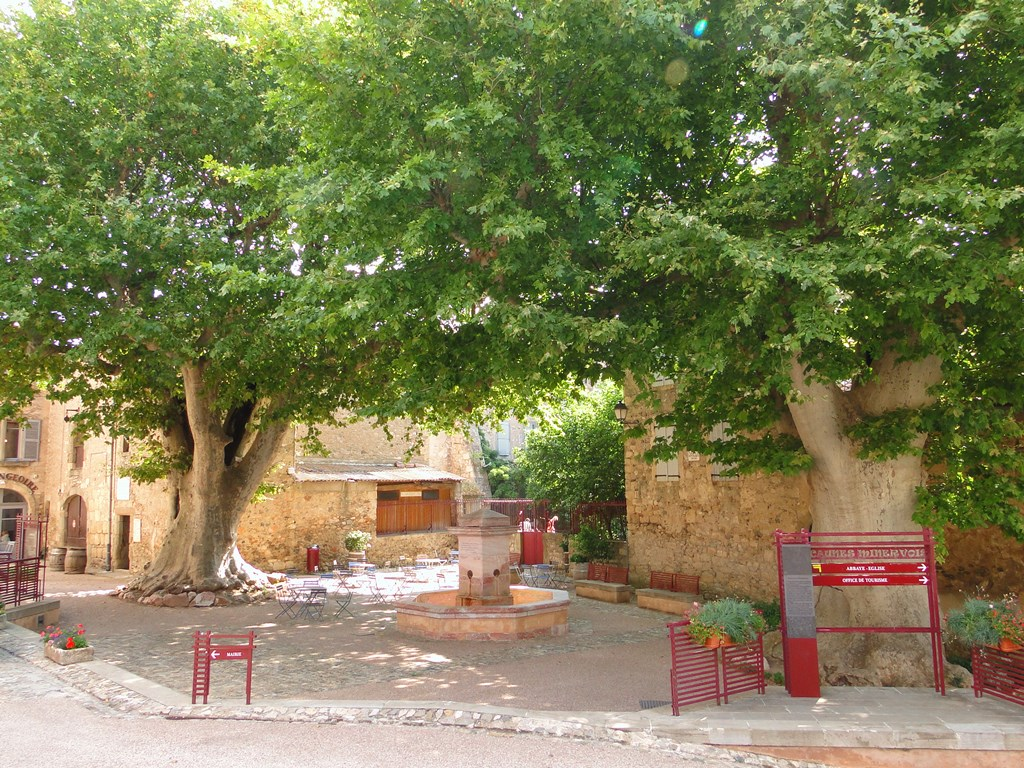
Place de la République
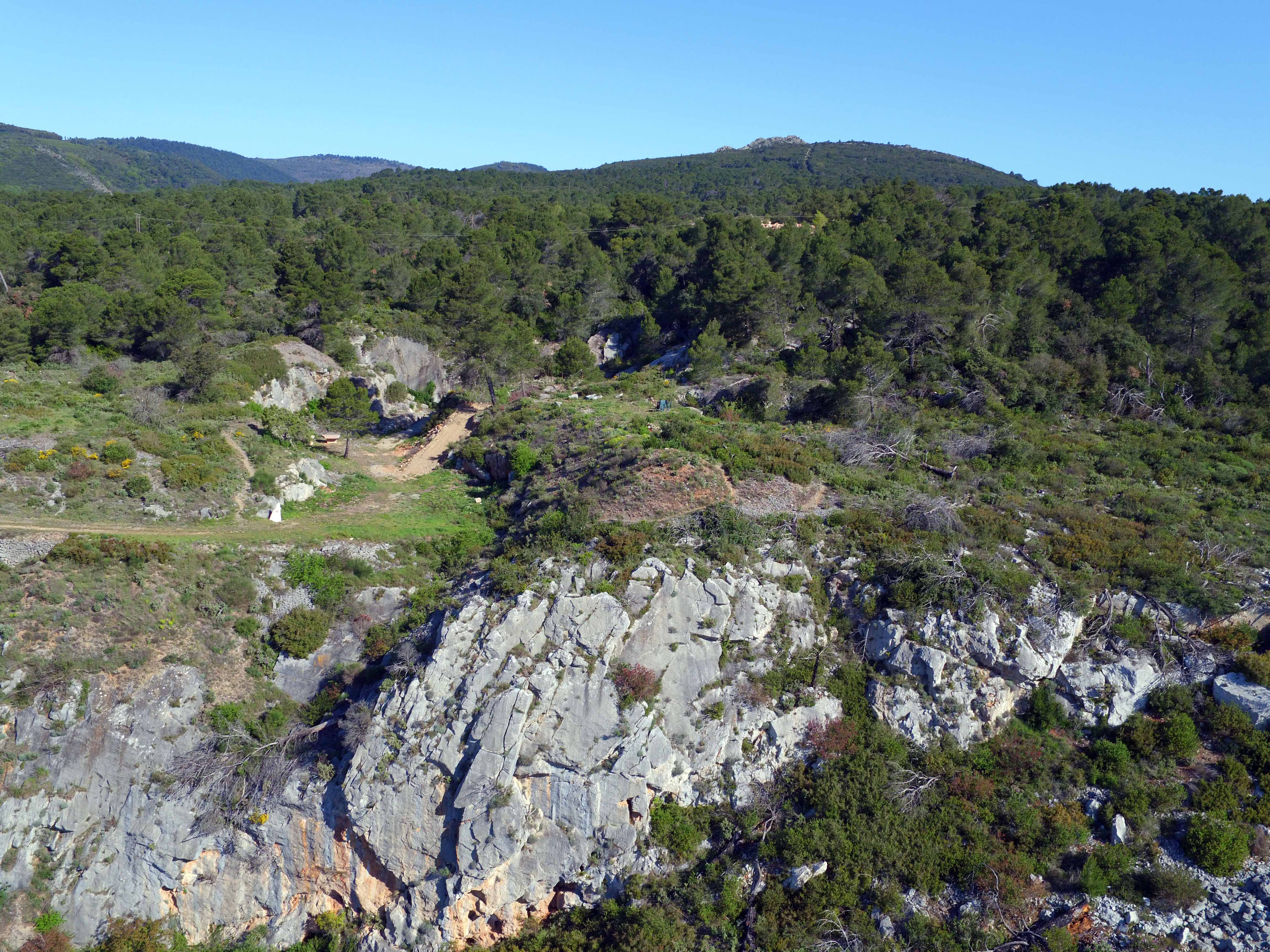
Carrières de marbre
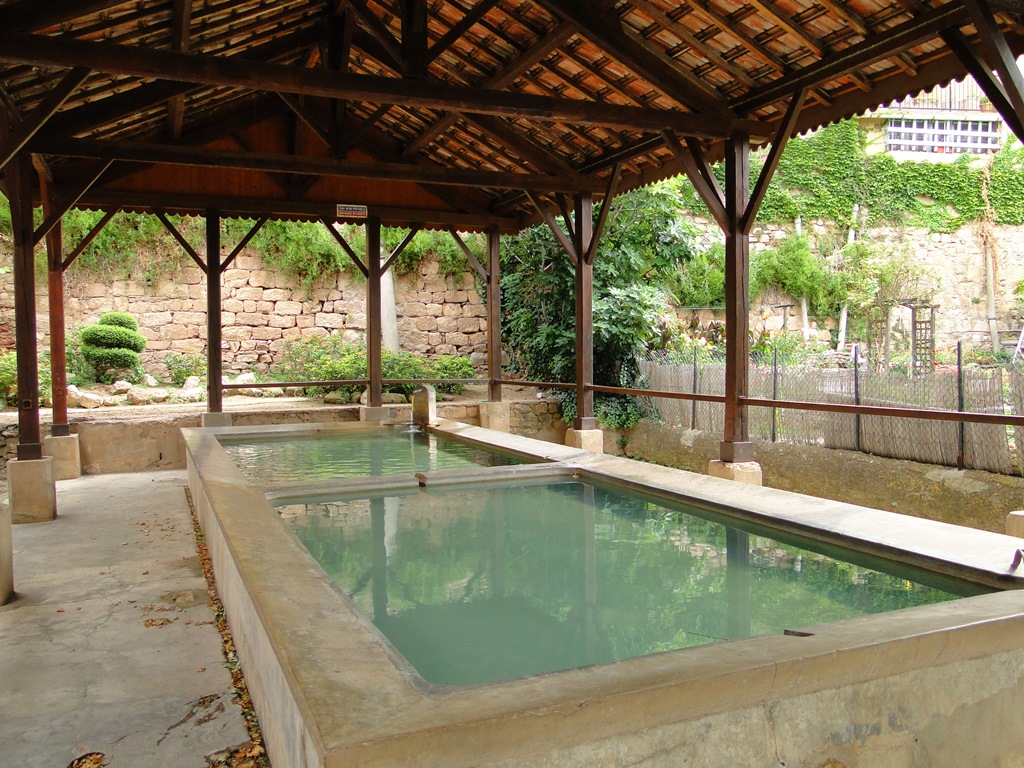
Lavoir
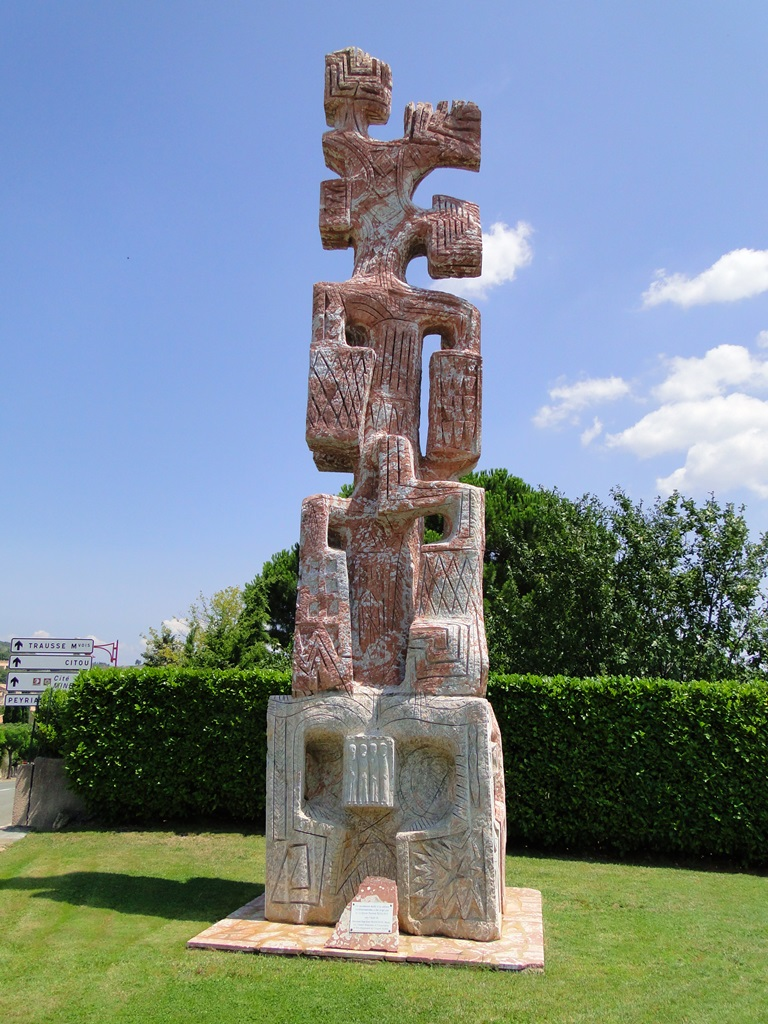
Totem en marbre
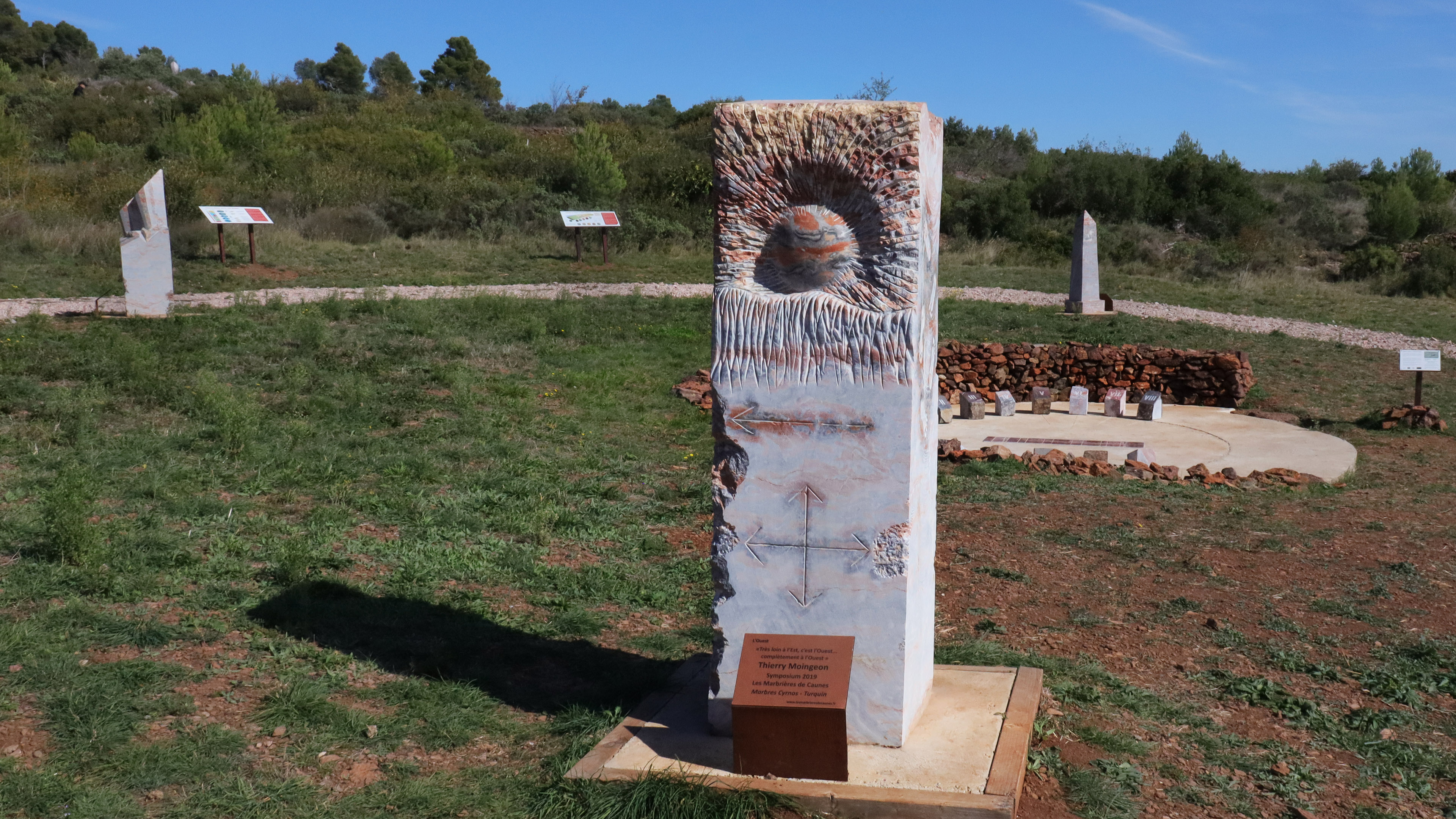
Jardin des Marbrières
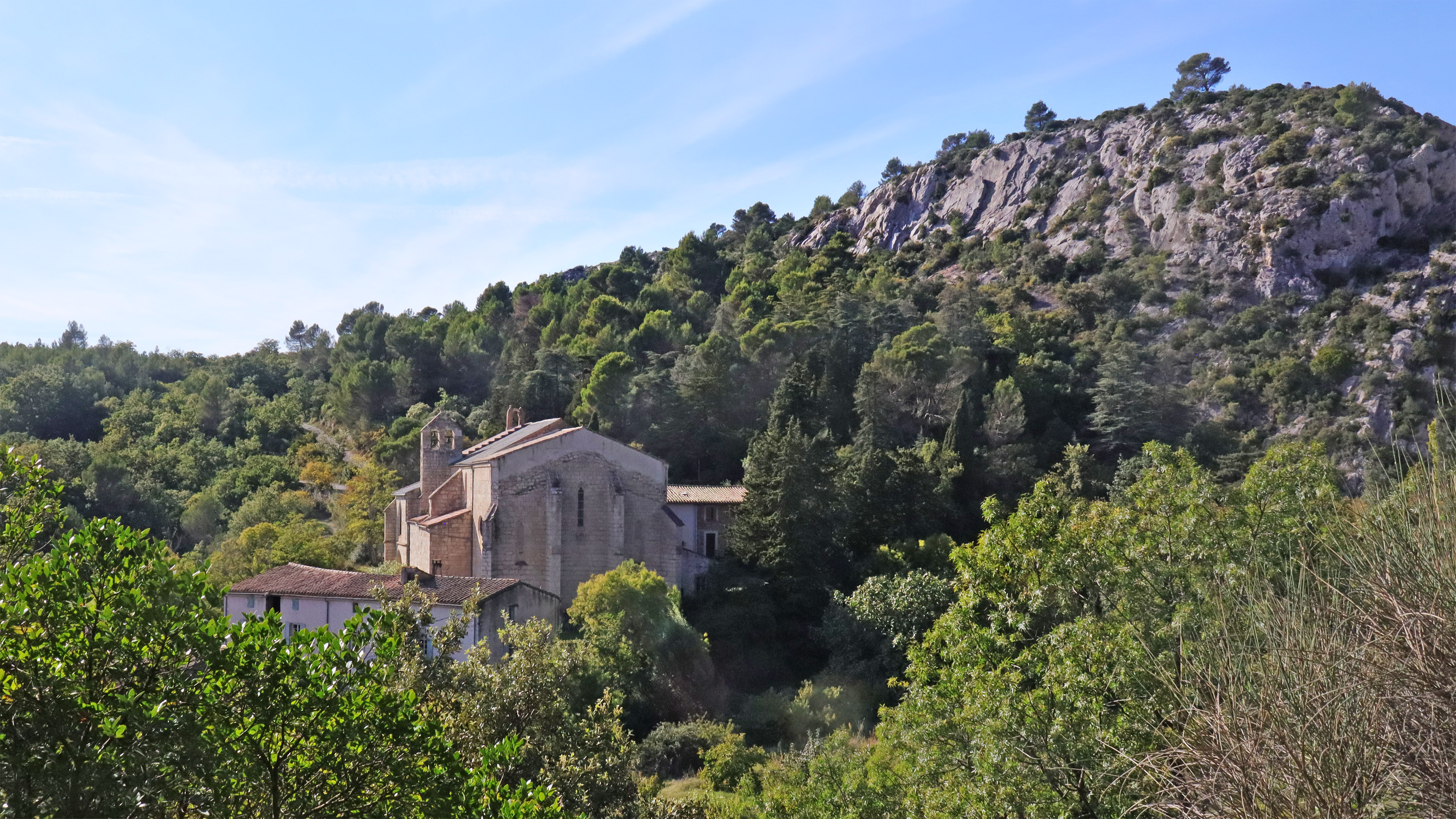
Chapelle Notre-Dame du Cros

### Personnalités liées à la commune
- Raymond Pelet (1075 ? - 1120 ?), co-seigneur d'Alès après son mariage, participe à la première croisade dans l'armée du comte de Toulouse Raymond IV[pourquoi ?]
- Pontus de La Gardie (1530-1585), mercenaire, noble français entré au service du royaume de Suède. Natif du village.
- François Fouquet (1611-1673), prélat français, frère du surintendant Nicolas Fouquet, disciple de saint Vincent de Paul, Archevêque de Narbonne.  Il pousse l'Abbaye Saint-Pierre-Saint-Paul de Caunes-Minervois à adhérer à la congrégation de Saint-Maur.
- Joseph Victorien Sicard (1773-1813), général français de la Révolution et de l’Empire, tombé au champ d'honneur à Bautzen, est né dans la commune.
- Henri Boudet (1837-1915)  connu sous le nom de l'abbé Henri Boudet, homme d'Église, hermétiste et écrivain français, prêtre à Caunes-Minervois de 1862 à 1866.
- Joachim Estrade (1857-1936), ingénieur français connu pour ses réalisations dans le domaine de l'électricité. Il repose au cimetière du village.
- Gabriel Esquer (1876-1961) archiviste, bibliothécaire et historien de l'Algérie. Natif du village.
- Christopher Hope (1944), écrivain, un satiriste et un journaliste sud-africain connu pour ses positions anti-apartheid et son ironie mordante et dévastatrice, réside au village.
- Djémal Bjalava (1944),  sculpteur géorgien contemporain[pourquoi ?].
- Patrice Cartier (1954), journaliste, photographe et écrivain français, réside au village.

### Héraldique
| Blason de Caunes-Minervois | Blason  | D'azur à trois lions d'or.                       |
| Blason de Caunes-Minervois | Détails | Le statut officiel du blason reste à déterminer. |

### Caunes-Minervois dans les arts et la culture
Trois romans contemporains situent leur action dans ce village :
- Le Roi des horloges de Christopher Hope (Signs of the Heart, 1999), Actes Sud, 2001 ;
- La côte qui descend et autres diableries, de Patrice Cartier, Pimientos, 2020 ;
- Rouge marbre, de Michèle Teysseyre, Éditions du Cabardès, 2021.

Voir aussi un roman historique dont l'action se déroule principalement dans l'abbaye et à l'époque de la Croisade contre les Albigeois : La Chimère des Fouquet de Jean Broutin (éditions Sud Ouest, 2007).